# Course de côte de Val-Suzon
La Course de côte de Val-Suzon était une compétition automobile organisée par l'Automobile Club Bourguignon et disputée dans le département de la Côte-d'Or, à une vingtaine de kilomètres au nord-ouest de Dijon, le plus souvent à la fin du mois de juin ou de celui de juillet. 

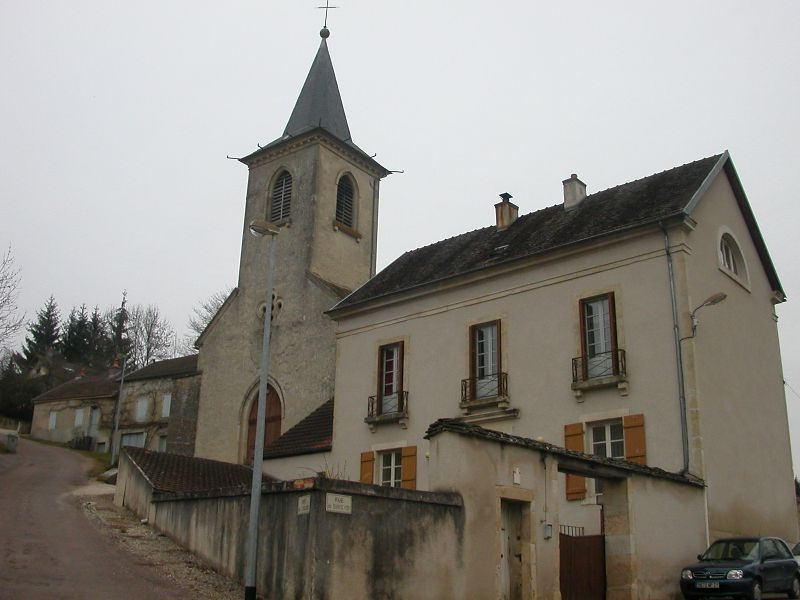
Église de Val-Suzon, déjà proche d'une voie en pente.

## Histoire
Cette côte est chronologiquement la sixième régulièrement organisée en France, après celles de La Turbie, de Chanteloup, de Gaillon, de l'Estérel et de Lyon (en Wallonie, celle de Malchamps près de Spa débute en 1900).
Initialement de 2 km 500, son trajet dès la sortie du village passe à 5 kilomètres en 1910, sur une route reliant Dijon à Châtillon-sur-Seine, en passant par Darois près de Prenois -sur l'actuelle D971 pentue à 10% en moyenne-, puis il redescend à 3 km 800 durant les années 1920. Val-Suzon est une commune à l'époque de près de 200 habitants, chiffre quasi identique de nos jours.
Albert Divo détient le record de l'ascension depuis 1924, en 2 minutes et 12 secondes.
Le circuit de Dijon-Prenois ouvert en 1972 n'est qu'à quelques kilomètres du trajet suivi à l'époque.

## Palmarès

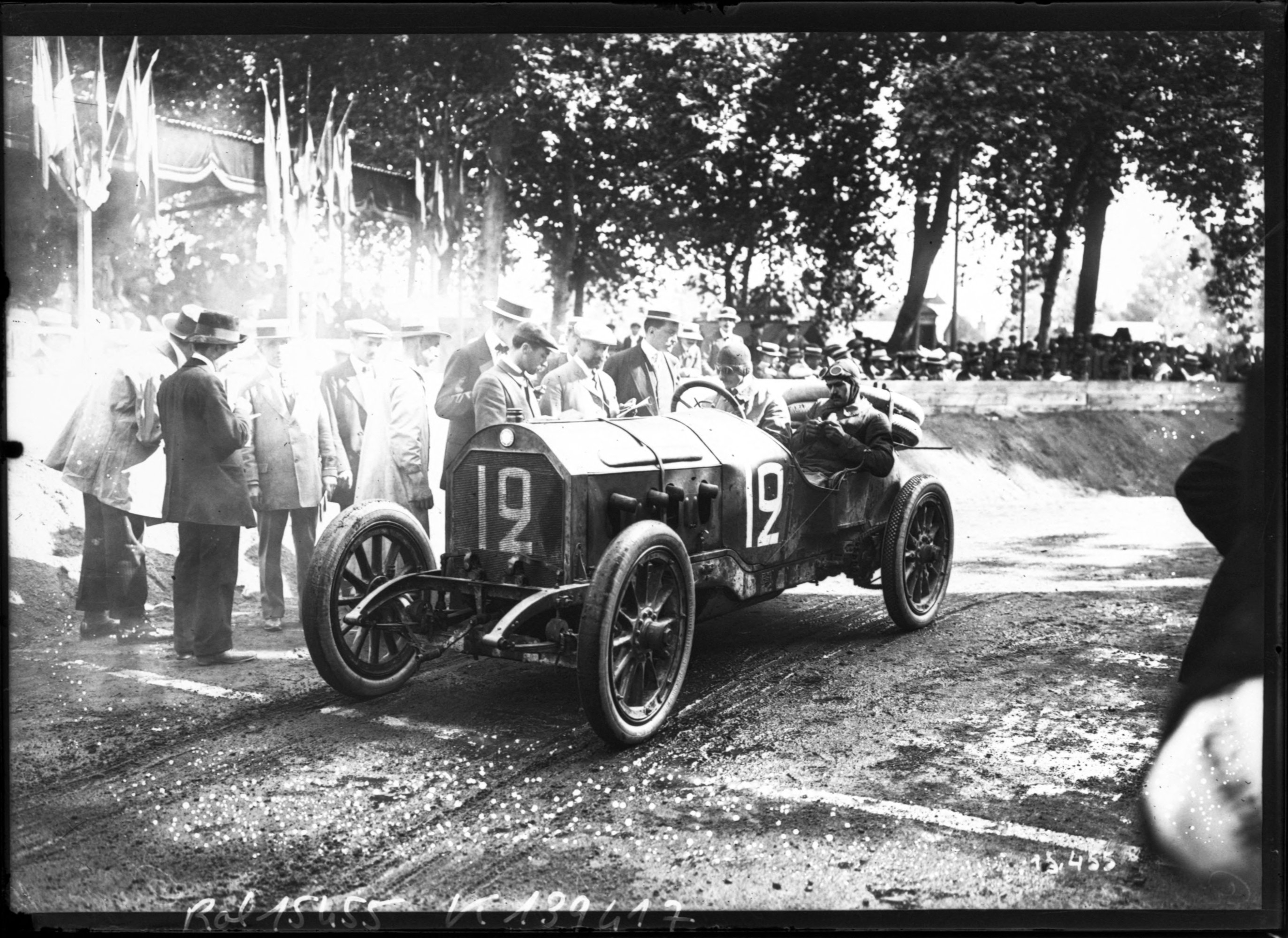
G. Deydier sur la Cottin-Desgouttes en 1911 (ici au GP de l'ACO).

| 1901         | Paris           | Cottereau                  |              |              |
| 1902 et 1903 | Non disputée    | Non disputée               | Non disputée | Non disputée |
| 1904         | Léon Serpollet  | Serpollet steamer 9 hp     |              |              |
| 1905         | Foey            | Gobron-Minerva 2 cylindres |              |              |
| 1906         | E. Perret       | Peugeot                    |              |              |
| 1907         | L. Marze        | Cottin-Desgouttes 24 hp    |              |              |
| 1908         | Vitalis         | Rossel 50 hp               |              |              |
| 1909         | Vénus           | Clément-Bayard             |              |              |
| 1910         | Louis Gasté     | Rossel 6 cylindres         |              |              |
| 1911         | Georges Deydier | Cottin-Desgouttes 100 hp   |              |              |
| 1912 à 1921  | Non disputée    | Non disputée               | Non disputée | Non disputée |
| 1922         | René Thomas     | Delage Sprint I 5L.        |              |              |
| 1923         | René Thomas     | Delage Sprint I 5L.        |              |              |
| 1924         | Albert Divo     | Delage Sprint I            |              |              |
| 1925         | Georges Casse   | Salmson 1.1L.              |              |              |
| 1926         | Charles Montier | Montier Spéciale 3L.       |              |              |

## Remarque
- Juste avant le premier conflit mondial, la côte est réservée aux motocyclettes en 1914 (vainqueur Prandi dans la catégorie 500 cm3 sur Magnat-Debon, Loubier deuxième).